# Peter Klusen

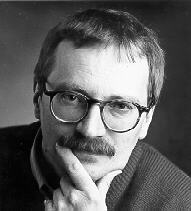
Peter Klusen (1999)

Peter Klusen (* 20. März 1951 in Mönchengladbach) ist ein deutscher Schriftsteller, Bühnenautor und Cartoonist.

## Leben
Klusen studierte Germanistik, Publizistik und Sozialwissenschaften in Mainz und Aachen und war zwei Semester als Mentor an der Fernuniversität Hagen tätig. Von 1980 bis 2014 war er Studienrat, dann Oberstudienrat am Franz-Meyers-Gymnasium in Mönchengladbach. Seit den frühen achtziger Jahren hat er mehr als ein Dutzend Theaterstücke für das Kinder- und Jugendtheater geschrieben, in denen oft die Außenseiterproblematik im Mittelpunkt steht. „In seinen phantasievollen Theaterstücken geht es Klusen um sozialkritisches Engagement unter Heranwachsenden, um den Abbau von Vorurteilen und den Ausbau von Gruppentoleranz. Somit verbindet der Lehrer und Autor pädagogisches und literarisches Interesse.“ Sein Stück Das Zauberkissen wurde ins Sorbische übersetzt und 2004 vom Deutsch-Sorbischen Volkstheater aufgeführt. Klusen hat zahlreiche Neubearbeitungen von Kinderbuchklassikern geschrieben, ferner (zum Teil in Anthologien und Literaturzeitschriften) Erzählungen, Lyrik und Kriminalgeschichten. Das Schweizer Literaturmagazin Skriptum schrieb über Klusens Lyrik, sie bewege sich „ganz knapp am Rande des Dekonstruktivismus. Gut gewählt und immer gerechtfertigt sind die Anlehnungen an die Visuelle Lyrik, und der gelegentliche Endreim dient oft der unmissverständlichen, manchmal derben Komik.“ Karl-Josef Striebe erkennt in Klusens Texten bei aller vordergründigen Fröhlichkeit und bei aller Ironie „traurige Lieder, Narrenlieder“.

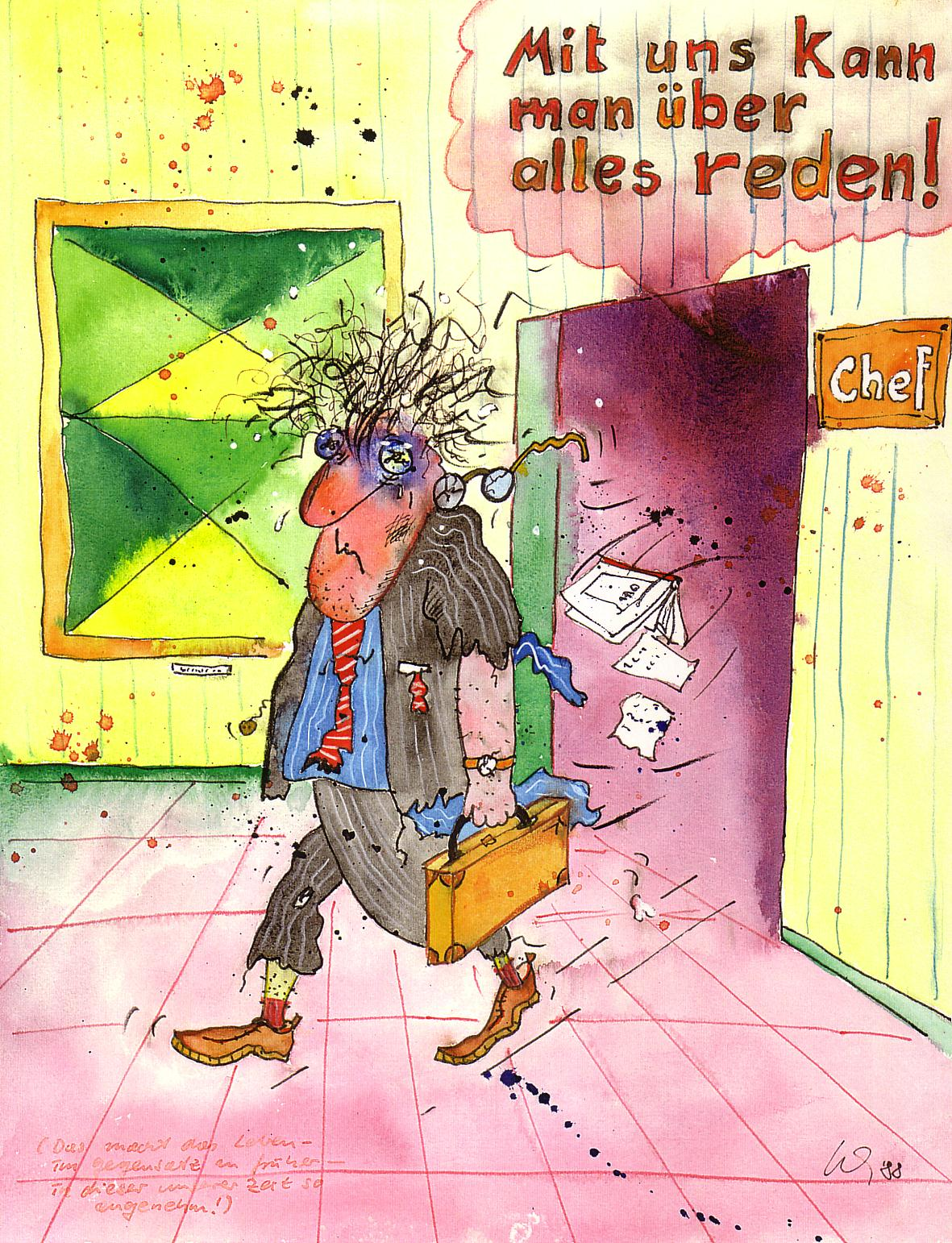
Cartoon von Peter Klusen

Klusen ist Mitglied der „Autorengruppe deutschsprachige Kriminalliteratur“ Das Syndikat. Er erhielt 1998 den Bad Wildbader Kinder- und Jugendliteraturpreis und wurde für seine Cartoons und Nonsens-Verse 2007 in Frankfurt (Main) mit dem F&F Literaturpreis in der Sparte „Nonsens und Satire“ ausgezeichnet. Eine dramatisierte Fassung seines von ihm neu übersetzten historischen Romans von Mark Twain Der Prinz und der Bettelknabe wurde 2003 im Bochumer Schauspielhaus (Junges Schauspielhaus) uraufgeführt. Seine Cartoons sind in Kalendern und Zeitschriften, unter anderem im Satiremagazin Eulenspiegel veröffentlicht. In seinem 2010 erschienenen Roman Der lächerliche Ernst des Lebens erzählt Klusen „die ganz alltäglichen, also normalen, also wahnsinnigen Schicksalsschläge der alten und jungen Bewohner eines Mietshauses im Mönchengladbach der 1950er Jahre“.
Klusen war von 1994 bis 2007 Mitarbeiter der Jahresschrift Muschelhaufen und von 2010 bis 2016 Mitglied der Jury zum Niederrheinischen Literaturpreis. Er ist verheiratet und lebt in Viersen.

## Zitat
mit worten
 „mit worten malen / wie mit farben / bilder für das unbewusste / nur zu fühlen / nicht zu sehen / und erst recht nicht / zu verstehen // mit worten spielen / wie mit klängen / […]“

## Werke

### Romane, Bearbeitungen, Erzählungen, Lyrik
- Riesenfrieder, Kuchenkrümel und der große Bär. Die Geschichte von einem, der auszog das Fürchten zu verlernen. Roka. Wegberg 1991, ISBN 3-926525-09-6
- Gullivers Reisen. Neue deutsche Bearbeitung des Romans von Jonathan Swift. Arena. Würzburg 1993, ISBN 3-401-04474-5
- lichterloh im siebten himmel. Gedichte. Sassafras, Krefeld 1994, ISBN 3-922690-51-3

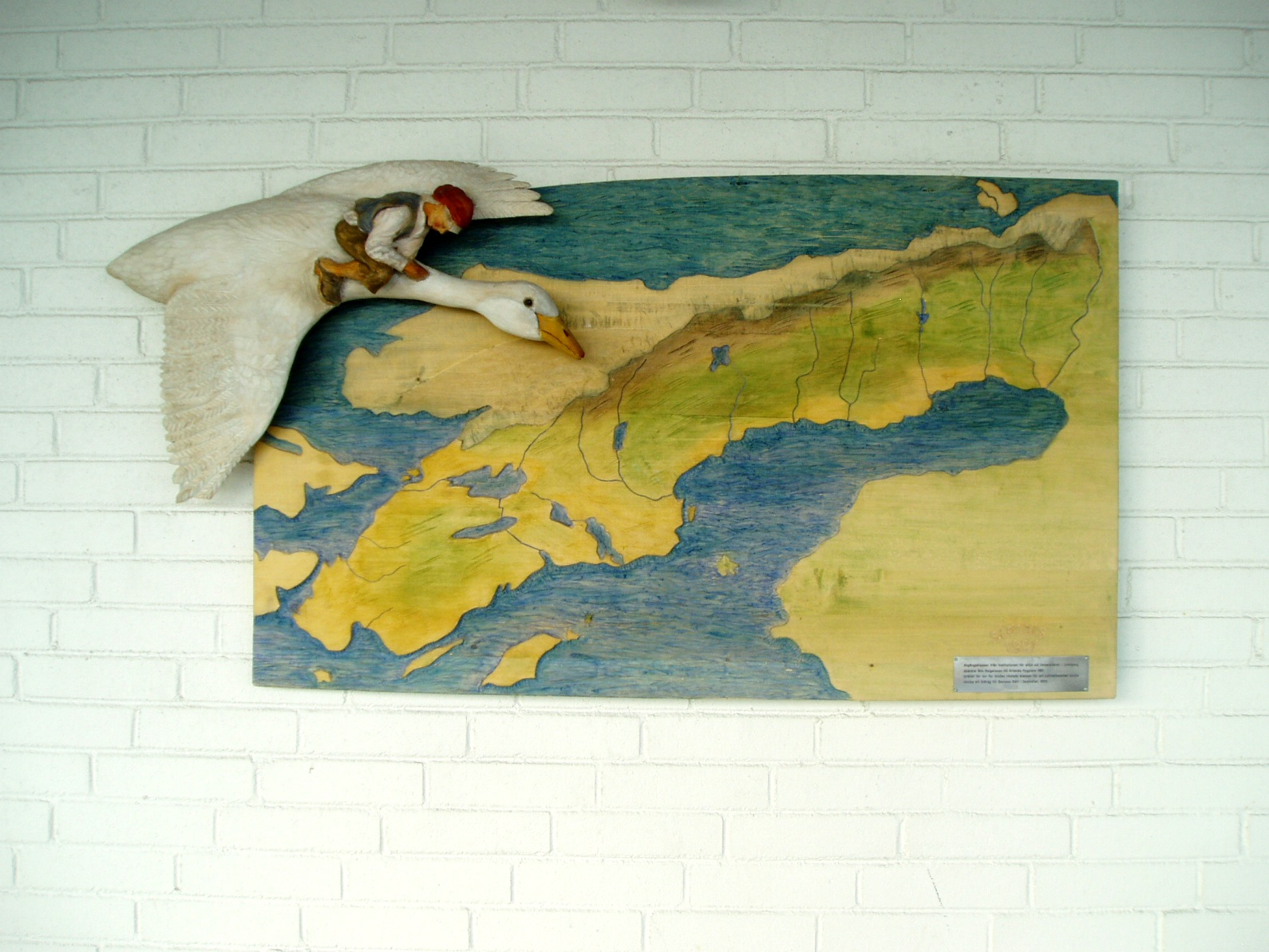
Klusen verfasste eine Neubearbeitung des Holgersson-Romans. Die Abbildung zeigt ein Nils-Holgersson-Holzrelief auf dem schwedischen Flughafen Arlanda.

- Wunderbare Reise des kleinen Nils Holgersson mit den Wildgänsen. Auswahl und neue deutsche Bearbeitung des Buches von Selma Lagerlöf. Arena. Würzburg 1994, ISBN 3-401-04496-6
- Nußknacker und Mausekönig. Neue Bearbeitung des Kinderbuches von E.T.A Hoffmann. Arena. Würzburg 1995, ISBN 3-401-04431-1
- Rettet dem Lehrer. Cartoons. (Herausgeber). Anabas. Gießen 1996, ISBN 3-87038-282-1
- Prinz und Bettelknabe. Übersetzung des Romans von Mark Twain aus dem Amerikanischen. Arena. Würzburg 1996, ISBN 3-401-04629-2. Eine dramatisierte Fassung ist im Deutschen Theaterverlag (Weinheim) erschienen.
- Märchen aus 1001 Nacht. Nacherzählungen ausgewählter Geschichten. Arena. Würzburg 1999, ISBN 3-401-04941-0
- Der Tod kostet mehr als das Leben. Kriminalerzählungen. éditions trèves. Trier 2004, ISBN 3-88081-538-0
- augenzwinkernd. eine lyrische kammersinfonie in drei sätzen. éditions trèves, Trier 2008, ISBN 978-3-88081-505-6
- Der lächerliche Ernst des Lebens. Roman. éditions trèves, Trier 2010, ISBN 978-3-88081-518-6

### Kinder- und Jugendtheaterstücke
- Das Wunderelixier. Ein Schulmärchen. Deutscher Theaterverlag. Weinheim 1984, ISBN 3-7695-1510-2
- Die chinesischen Gartenzwerge. Eine Farce voller Vorurteile. Deutscher Theaterverlag. Weinheim 1984, ISBN 3-7695-0586-7
- Riesenfrieder, Kuchenkrümel und der große Bär. Deutscher Theaterverlag. Weinheim 1987, ISBN 3-7695-0332-5
- Das Fest der Frösche. Ein gewagtes Spiel mit Musik. Deutscher Theaterverlag. Weinheim 1993, ISBN 3-7695-0326-0
- Desperado oder Jeder ist seines Glückes Schmied. Deutscher Theaterverlag. Weinheim 1993, ISBN 3-7695-0326-0
- Klapsmühle. Sketche. Stolz. Düren 1998, ISBN 3-89778-704-0
- Das Zauberkissen. Märchenspiel. Deutscher Theaterverlag. Weinheim 2002, ISBN 3-7695-1728-8
- Elefantenpolo. UA: 2. Dezember 2010, Theater Gegenstand, Waggonhalle Kulturzentrum Marburg (erhielt den Preis des Marburger Kurzdramenwettbewerbs), Theaterverlag Coco, Speyer 2014